# Cev
Cev (ijek. cijev) valjkast je i šupalj cilindar koji se koristi za prenos materije u tečnom ili gasovitom stanju ili kao strukturni element. Kompleksan sistem cevi koji se koristi za prenos materije u tečnom i gasovitom stanju na manje ili veće udaljenosti a da pritom materija ne napušta cev naziva se cevovod. Za razliku od creva cev je proizvedena od relativno nefleksibilnog materijala. Najčešće služi za prenos (transport) tečnosti, para, gasova, te sitnih čvrstih materija (žita, pilevine, peska, sitnog uglja), a upotrebljavaju se i za izradu različitih konstrukcija. Ima širok raspon primene: brodogradnja, mašinogradnja, građevinarstvo, industrija vozila.
Cevi imaju obično kružni presek, ali mogu biti i kvadratne, pravougaone, šestougaone, eliptične. Svi navedeni preseci, osim okruglog, retko se primenjuju u brodogradnji i mašinogradnji za protok medija.

## Nominalni prečnik cevi
Nominalni prečnik je osnova za standardizaciju cevi. To je po pravilu svetli promer cevi odnosno cevnih elemenata, a označava se sa DN.
Za livene cevi, GRP cevi i cevi iz nerđajućeg čelika uvek je unutarnji prečnik jednak nominalnom prečniku (Du = DN).
Čelične bešavne cevi proizvode se zbog različitih pritisaka medija s tri, odnosno kod većih prečnika sa dve različite debljine zida. Spoljašnji prečnik je stalan, jer je standardiziran otvorom alata kojim se cev izrađuje u valjaonici i samim načinom proizvodnje, a unutarnji prečnik se smanjuje za dve debljine zida, koje mogu biti različite. Zato nominalni prečnik čeličnih cevi nije uvek jednak unutrašnjem prečniku, već se sama oznaka odnosi na neki prosečni svetli otvor.
Prirubnice, armatura, i cevni pribor takođe su standardizirani prema nominalnom prečniku, čime je osigurana kompatibilnost u izradi i montaži cevnih linija. Budući da su se razni prečnici do kraja 1980. često označavali i u inčima (1 inč = 25,4 mm), na takve oznake može se naići i dalje.

## Vrste cevi
Cev može biti napravljena od mnogih vrsta materijala uključujući keramiku, staklo, fiberglas, mnoge metale, beton i plastiku. U prošlosti se često koristilo drvo i olovo (lat. plumbum, od čega dolazi engleska reč plumbing, „vodovod”).
Tipično su metalne cevi izrađene od čelika ili gvožđa, poput nedovršenog, crnog (lakiranog) čelika, ugljeničnog čelika, nerđajućeg čelika, pocinkovanog čelika, mesinga i nodularnog gvožđa. Cevovodi na bazi gvožđa podložni su koroziji ako se koriste u visokokiseoničnom vodenom toku. Aluminijumske cevi ili cevovodi mogu se koristiti tamo gde je gvožđe nekompatibilno sa radnom tečnošću ili gde težina predstavlja problem; aluminijum se takođe koristi za cevi za prenos toplote, na primer u rashladnim sistemima. Bakarne cevi su popularne za vodovodne sisteme za kućnu vodu (za piće); bakar se može koristiti tamo gde je poželjan prenos toplote (tj. radijatori ili izmenjivači toplote). Inkonel, hrom moli i titanijumski čelik koriste se u cevovodima za visoke temperature i pod pritiskom u procesnim i energetskim postrojenjima. Pri određivanju legura za nove procese, moraju se uzeti u obzir poznati problemi puzanja i efekta senzibilizacije.
Olovni cevovodi se i dalje mogu naći u starim sistemima za distribuciju vode u domaćinstvu i drugim vodama, ali više nisu dozvoljeni za nove instalacije cevovoda za pitku vodu zbog njegove toksičnosti. Mnogi građevinski propisi sada zahtevaju da se olovni cevovodi u stambenim ili institucionalnim instalacijama zamene netoksičnim cevovodima ili da se unutrašnjost cevi obradi fosfornom kiselinom. Prema višem istraživaču i vodećem stručnjaku iz Kanadskog udruženja za zaštitu životne sredine, „... ne postoji bezbedan nivo olova [za izloženost ljudi]”. Američki EPA je 1991. godine izdao Pravilo za olovo i bakar, koje je savezni propis kojim se ograničava dozvoljena koncentracija olova i bakra u javnoj vodi za piće, kao i dozvoljena količina korozije cevi koja nastaje usled same vode. U SAD se procenjuje da je još uvek u upotrebi 6,5 miliona olovnih servisnih linija (cevi koje povezuju komunalni vodovod sa kućnim vodovodom) instaliranih pre 1930-ih.
Plastične cevi se široko koriste zbog svoje male težine, hemijske otpornosti, nekorozivnih svojstava i jednostavnosti povezivanja. Plastični materijali uključuju, na primer, polivinil hlorid (PVC), hlorovani polivinil hlorid (CPVC), plastiku ojačanu vlaknima (FRP), ojačani polimerni malter (RPMP), polipropilen (PP), polietilen (PE), unakrsno-povezani polietilen visoke gustine (PEX), polibutilen (PB) i akrilonitril butadien stiren (ABS). U mnogim zemljama, PVC cevi čine većinu cevnog materijala koji se koristi u zakopanim opštinskim aplikacijama za distribuciju vode za piće i kanalizaciju. Tržišni istraživači predviđaju ukupan globalni prihod veći od 80 milijardi američkih dolara u 2019. godini. U Evropi će tržišna vrednost iznositi približno 12,7 milijardi evra u 2020.
Cevi mogu biti:
- Čelične cevi:

- Čelične bešavne cevi:

- Čelične bešavne (normalne) cevi,
- Precizne čelične cevi,
- Čelične cevi za cevni navoj,
- Čelične cevi bez propisanih mehaničkih svojstava (za priključke),
- Dupleks cevi,

- Čelične šavne cevi:

- Čelične šavne (normalne) cevi,
- Čelične šavne pocinčane cevi za cevni navoj,

- Cevi iz obojenih metala:

- Bešavne cevi iz obojenih metala:

- Bakarne vučene cevi,
- Mesingane vučene cevi,
- Aluminijske vučene cevi,
- AlMs (jorkalbro) vučene cevi,
-  (kunifer) vučene cevi,
- Vučene cevi od nerđajućeg čelika,

- Šavne cevi od obojenih metala:

- Bakarne šavne cevi,
-  (jorkalbro) šavne cevi,
-  (kunifer) šavne cevi,
- Šavne cevi od nerđajućeg čelika,

- Plastične cevi:

- PVC (polivinil hlorid) cevi,
- GRP (engl. Glassfibre Reinforced Polyester) cevi.

### Čelične bešavne cevi
Čelične bešavne cevi proizvode se u valjaonicama, a tehnološki postupak sastoji se od tri koraka: izrade šupljeg tela (čahure), izrade cevi iz čahure i završne operacije. Najpoznatiji postupak dobijanja šupljeg tela je tzv. Manesmanov postupak pomoću para dvostrukih konusnih valjaka koji rotiraju u istom smeru. Između tih valjaka propušta se užareni čelični ingot koji, osim rotacijskog, dobija i translatorno (pravolinijsko) kretanje izazvano međusobno kosim položajem valjaka. Zbog ta dva kretanja u sredini ingota dolazi do razdvajanja metala. U nastali otvor ulazi trn, tako da između trna i valjaka dolazi do valjanja zida čaure. Ovako obrađene čaure se nakon ponovnog zagrevanja valjaju u bešavne cevi, pri čemu se zidovi stanjuju, a cevi istodobno izdužuju. Postupak se izvodi pomoću kalibrisanih valjaka i trna. Razmak između valjaka određuje spoljašnji prečnik cevi, a prečnik trna unutarnji. Završne se operacije izvode na hladnim cevima, a sastoje se od smanjivanja (redukovanja) cevi valjanjem, kalibrisanja, ravnanja, rezanja i pakiranja.

### Čelične šavne cevi
Čelične šavne cevi izrađuju se od valjanih čeličnih traka čija debljina odgovara debljini zida buduće cevi, a širina njenom opsegu. Traka se po dužini provlači kroz posebnu matricu koja joj daje oblik cevi. Zatim sledi uzdužno zavarivanje cevi, kalibrisanje, rezanje na potrebnu dužinu, normalizacija, sortiranje i pakiranje. Celi se postupak odvija automatski na automatizovanim proizvodnim trakama.
Cevi se spajaju uzdužnim sučeljenim zavarivanjem. Cevi velikog prečnika, do 2020 mm, i male debljine zida, ovako spojene, primenjuju se u brodogradnji za izradu ispusnog cevovoda motora s unutrašnjim sagorevanjem. Čvrstoća šavnih cevi manja je od čvrstoće bešavnih cevi zbog spojnog mesta, pa se upotrebljavaju uglavnom za izradu sporednih cevovoda. Nisu prikladne za obradu savijanjem, jer postoji opasnost da pri tome popusti šav. Jeftinije su od bešavnih cevi.

### Bakarne cevi
Bakar je materijal male tvrdoće, vrlo dobre toplotne provodljivosti i vrlo otporan na uticaj korozije. Ne podnosi visoke temperature, jer mu se tada čvrstoća naglo smanjuje. Bakrene cevi proizvode se kao šavne ili bešavne. Šavne bakrene cevi izrađuju se savijanjem bakarnog lima i tvrdim lemljenjem, a bešavne izvlačenjem. Debljina zida iznosi 1 do 10 mm. Izvlačenje bakarnih (i ne samo bakarnih) cevi malog prečnika i velikih dužina izvodi se pomoću tzv. letećeg trna koji nema držača, već slobodno stoji u otvoru matrice pridržavan silama trenja. Takve se cevi isporučuju u kolutima. Bakarne cevi su skuplje od čeličnih, ali je njihova ugradnja jednostavnija zbog njihove velike savitljivosti i time jednostavnog prilagođavanja oblika cevi prostoru ugradnje.

### Mesingana cevi
Mesing je legura bakra i cinka, vrlo otporna prema koroziji i boljih mehaničkih svojstava od bakra. Kao i kod bakra, pri višim temperaturama mehanička svojstva mesinganih cevi znatno opadaju. Danas je primena mesinganih cevi ograničena zbog upotrebe novih materijala boljih osobina - CuNi (kunifer) cevi.

### ili jorkalbro cevi
legura se sastoji od 76% , 21,96% , 2%  i 0,04% , poznata pod trgovačkim nazivom jorkalbro. Jorkalbro cevi su vrlo otporne prema koroziji, jer se ubrzo nakon puštanja u rad, poput bakra, presvuku filmom oksida koji ih štiti od dalje korozije. Otporne su prema delovanju morske vode, kao i prema delovanju kiselina i svih naftnih derivata.

### ili kunifer cevi
legura poznata je pod trgovačkim nazivom kunifer. Najčešće se upotrebljava legura sastavljena od 87,3% , 10% , 1,7%  i 1% , a naziva se i kunifer 10. Osobine i mehanička svojstva tih cevi slične su AlMs ili jorkalbro cevima, ali im je cena niža, pa se sve više upotrebljavaju za cevovode koji su izloženi pojačanom delovanju korozije (morska rashladna voda, grejanje tankova balasta, tekućeg tereta kod tankera, tankova taloga u mašinskim halama, cevovod kondenzata, izmenjivači toplote). Udeli željeza i mangana povećavaju otpornost kunifer cevi prema eroziji i koroziji, a zahvaljujući visokom postotku bakra, cevi koje su izložene delovanju morske vode nisu jako obraštene.

### Cevi od nerđajućeg čelika ili AISI cevi
Pod nerđajućim čelikom podrazumeva se čelik čije trošenje zbog korozije nije veće od 0,1 mm u godini dana, što omogućuje tanki film oksida hroma na površini čelika. Kod nerđajućih čelika javlja se nekoliko tipova korozije, od kojih su neki vrlo brzi u svom delovanju, tako da za vrlo kratko vreme može doći do jakog razaranja materijala i velikih šteta. Koriste se za izradu cevovoda sistema tekućeg tereta na tankerima za prevoz hemikalija.

### Dupleks cevi
Dupleks čelici su čelici dvofazne strukture, tj. oni imaju podjednak udeo austenita i ferita. Taj materijal otporan je na koroziju. U brodogradnji se koristi za izradu cevovoda radne hidraulike za pogon uronjenih crpki tereta.

### Plastične cevi
Vrlo važno svojstvo plastičnih cevi je njihova mala gustina, pa je cevovod od PVC cevi i do deset puta lakši od npr. čeličnog cevovoda. Mala masa cevi znatno utiče i na ekonomičnost proizvodnje, jer su troškovi prevoza i uskladištenja mnogo niži, a ugradnja tih cevi mnogo je lakša. Plastične cevi otporne su prema morskoj i slatkoj vodi, kiselinama, lužinama, uljima, detergentima itd, a neotporne prema benzolu, acetonu i nekim ugljovodonicima. Velika otpornost prema koroziji omogućava njihovu upotrebu gotovo u svim agresivnim sredinama, a da ih pri tome ne treba zaštićivati nikakvim zaštitnim premazima. Vek trajanja cevovoda od plastičnih cevi vrlo je dug.

## Literatura
- Nayyar, Mohinder L. (2000). „A1”.  Ур.: Nayyar, Mohinder L. Piping Handbook (7th изд.). New York: McGraw-Hill. ISBN 0-07-047106-1.
- Oberg, Erik; Franklin D. Jones; Holbrook L. Horton; Henry H. Ryffel (2000).  Christopher J. McCauley; Riccardo Heald; Muhammed Iqbal Hussain, ур. Machinery's Handbook (26th изд.). New York: Industrial Press Inc. ISBN 0-8311-2635-3.
- Rahman, Shah (октобар 2004). „Thermoplastics at Work: A Comprehensive Review of Municipal PVC Piping Products”. Underground Construction: 56—61.
- Rahman, Shah (април 2007). „Sealing Our Buried Lifelines”. Opflow Magazine, American Water Works Association: 12—17.

## Spoljašnje veze
- Critical fluid handling with tubes
- Animated synthetic images of seamless pipe fabrication:
  - https://www.youtube.com/watch?v=ztcEyel47Kg
  - https://www.youtube.com/watch?v=7ITgMXtuMv0